# Caranx ignobilis
Caranx ignobilis, conosciuto comunemente come carango gigante indopacifico, è un grosso pesce d'acqua salata appartenente alla famiglia Carangidae.

## Distribuzione e habitat
Questa specie è diffusa nell'Oceano Indo-Pacifico, nel Mar Rosso e lungo le coste orientali dell'Africa, dalle isole Hawaii fino alle isole Marchesi, comprese le acque del Giappone e dell'Australia. Abita le acque delle barriere coralline.

## Descrizione
Ha un corpo tozzo, molto compresso ai fianchi, dal profilo idrodinamico. Presenta una grossa bocca e scaglie piccole. La livrea è color argento scuro con ventre più chiaro.

Raggiunge una lunghezza massima di 170 cm per 80 kg di peso e può vivere fino a 15 anni.

## Riproduzione
Sessualmente maturo dopo i 60 cm, si riproduce con fecondazione esterna, deponendo le uova tra aprile e novembre.

## Alimentazione
È capace di balzare fuori dalla superficie per cacciare uccelli.
Si nutre anche di crostacei (principalmente aragoste), cefalopodi (polpi e calamari) e soprattutto di pesci.

## Predatori
È preda abituale dello Squalo pinna nera minore.

## Pesca
Per quanto riguarda la pesca, è un combattente energico e con una potenza incredibile. Si pesca con esca artificiale e, prima di sferrare l'attacco decisivo, segue la preda da vicino per osservarla. La pesca del carango gigante necessita di attrezzi potenti: canne in grado di lanciare artificiali da 200 grammi, mulinello per 140/170 metri di trecciato da 36 kg (80 libbre).